# Deense strip

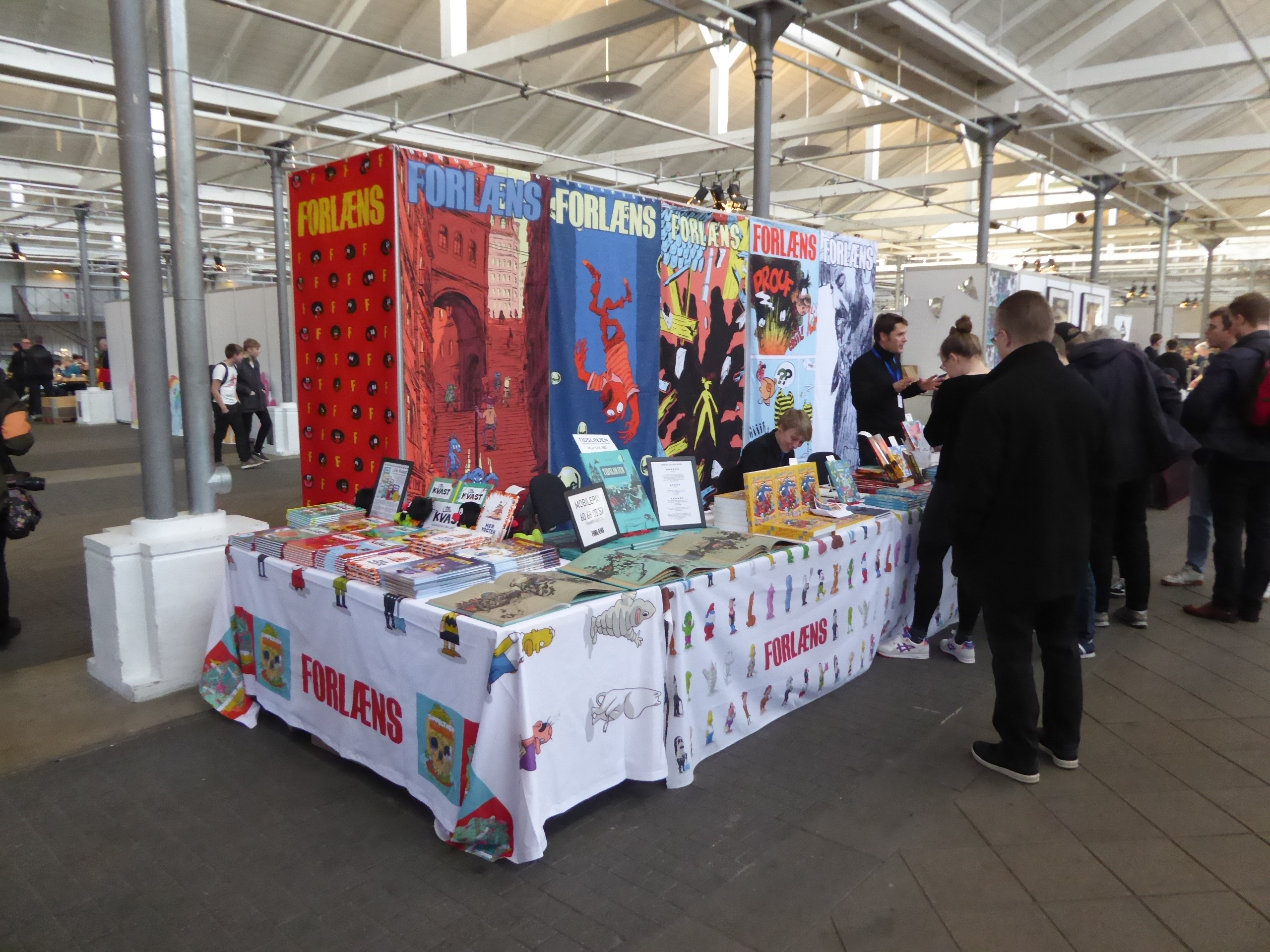
De stand van uitgeverij Forlæns op Copenhagen Comics 2019

De Deense strip (Deens: Tegneserie) is het geheel van beeldverhalen gemaakt door Deense auteurs en beeldverhalen bestemd voor Deense markt. Denemarken kent een relatief klein eigen taalgebied, wat niet bevorderlijk was voor de eigen stripproductie. De strip ontstond in Denemarken aan het begin van de 20e eeuw. Deense strips zijn buiten de landsgrenzen weinig bekend. Uitzonderingen zijn de krantenstrip Ferd'nand, een tekstloze strip van Henning Dahl Mikkelsen die eerst in Denemarken, daarna in Amerika en wereldwijd verscheen, en de kinderstrip Pol van het echtpaar Vilhelm en Carla Hansen. 
De Deense markt werd gedomineerd door vertaalde Franco-Belgische en ook Amerikaanse strips bedoeld voor de jeugd, die in de jaren 70 en 80 van de 20e eeuw via kiosken en winkels werden verkocht. Dit verkoopkanaal is sindsdien grotendeels weggevallen. Sinds deze hoogtijd worden er meer titels in het Deens uitgegeven, maar met kleinere oplagen. De grootste Deense stripuitgeverij, Carlsen, stopte grotendeels met het uitgeven van strips na een overname in 2007. In de plaats kwamen kleineren uitgeverijen als Cobolt (2008), Fahrenheit (2002) en Forlæns. Onder de nieuwe uitgaven waren er graphic novels voor volwassenen en een tijdlang ook manga's. Maar de uitgave van manga's in het Deens is praktisch stilgevallen.
Na 2010 kreeg de strip meer erkenning met het begin van een opleiding tot striptekenaar en belangstelling voor de strip als kunstvorm. De Danish Comics Council werd opgericht om de strip te promoten. Er kwamen stripfestivals zoals Copenhagen Comics (vanaf 2011).